# Доменико II Контарини
Вижте пояснителната страница за други личности с името Доменико Контарини.
Доменико II Контарини (на италиански: Domenico II Contarini) е 104–ти венециански дож от 1659 г. до смъртта си.

## Биография
Доменико Контарини е от знатния венециански род Контарини. Той е син на Джулио Контарини и Лукреция Корнер, роден е през 1581 г. или през 1585 г. според други източници.
Със сигурност знаем, че получава добро образование в университета в Падуа. Публичният му живот е доста скучен, за разлика от този на брат му Анджело, останал неженен и поради тази причина определен от семейството да гради кариера и заемал всички най-престижни длъжности в републиката.

## Управление
Избран е за дож на 16 октомври 1659 г.
Последната година от живота си Контарини, много възрастен, прекарва на легло, болен от хемипареза, която му пречи да се движи. Той умира на 26 януари 1675 г. на почти 90-годишна възраст, и е погребан в гробницата на семейство Контарини в църквата Сан Бенето.

## Семейство
Доменико се жени за Паолина Трон през 1607 г., от която има син Джулио (1611 - 1676), както и пет дъщери (Киара, Мадалена, Лора и две други, станали монахини).